# The Devil Dodger
The Devil Dodger er en amerikansk stumfilm fra 1917 af Clifford Smith.

## Medvirkende
- Roy Stewart som Scott
- John Gilbert som Roger Ingraham
- Carolyn Wagner som Fluffy
- John Lince som Ricketts
- Anna Dodge som Mrs. Ricketts